# Бејкерхил (Алабама)
Бејкерхил (енгл. Bakerhill) град је у америчкој савезној држави Алабама. По попису становништва из 2010. у њему је живело 279 становника.

## Демографија
Према попису становништва из 2010. у граду је живело 279 становника.
| Група             | 2010.       |
| Белци             | 171 (61,3%) |
| Афроамериканци    | 99 (35,5%)  |
| Азијати           | 0 (0,0%)    |
| Хиспаноамериканци | 3 (1,1%)    |
| Укупно            | 279         |